# 伊斯马伊尔·比伦
伊斯马伊尔·比伦（土耳其語：İsmail Bilen；1902年—1983年11月18日）是土耳其左翼政治人物，曾任土耳其共产党总书记。

## 生平
1922年加入了当时还属于非法的土耳其共产党，被派往苏联的东方劳动者共产主义大学接受了三年教育。回国后领导了1927年阿达纳铁路工人总罢工。1929年被捕，1933年因共和国成立10周年而获释，流亡莫斯科，之后从未回国。20世纪60年代，土耳其共产党将总部搬至东德。1973年巴什特马尔去世后，他成为总书记。
1982年11月25日获授捷克斯洛伐克社会主义共和国颁发的友谊勋章。
1983年在土耳其共产党第五次代表大会中辞去总书记职务，转任党主席。同年11月18日在柏林去世。

## 著作
- Bilen, İsmail: TKP MK Genel Sekreteri Kısa Biyografi, ISBN 975-8683-29-2